# Harry Charlton
Harold "Harry" Charlton (sinh ngày 22 tháng 6 năm 1951) là một cầu thủ bóng đá người Anh có 106 lần ra sân ở Football League thi đấu cho Middlesbrough, Hartlepool, Chesterfield và Darlington ở thập niên 1970 và 1980. Là một tiền vệ, ông cũng thi đấu bóng đá non-league cho các câu lạc bộ gồm Frickley Athletic và Buxton.